# جون هاغينز
جون هاغينز (بالإنجليزية: John Huggins)‏ هو ناشط أمريكي، ولد في 11 فبراير 1945 في نيو هيفن في الولايات المتحدة، وتوفي في 17 يناير 1969 في لوس أنجلوس في الولايات المتحدة.